# 스콧 커티스
스콧 커티스(Scott Curtis, 1976년 5월 5일 ~ )는 미국의 배우, 텔레비전 배우이다.
밴나이즈에서 태어났다.

## 영화
- 옛 연인들의 데이트 (1991년)
- 빼앗긴 이름 (1989년)
- 신비의 카메론 (1989년)
- 풀 하우스 (1987년)
- 썸머 캠프 나이트메어 (1987년)